# Christian Siegfried Nissen-Benzon
Christian Siegfried Nissen-Benzon (1700 – 1763) var en dansk officer, bror til Ulrik Christian Nissen.
Han var en søn af etatsråd Herman Lorentz Nissen til Lerbæk og Rugballegård (født 1661, adlet 1710, død 1717) og Ide Sophie Glud (1672-1703), blev kaptajn, var 1728 kompagnichef for 14. kompagni (Jyske gevorbne Infanteriregiment (Fynske Infanteriregiment)), blev major 1737, oberstløjtnant 1747, oberst 1755 og fik afsked som generalmajor.
Han føjede navnet Benzon til sit oprindelige familienavn, da han arvede stamhuset Skærsø på Mols efter sin broders død 1756.
Han var gift med Cecilie Cathrine Moldenit (død 1763), datter af proviantkommisær Caspar Conrad Moldenit og Margrethe Cathrine Schrøder, men havde kun døtre i sit ægteskab. Han blev derfor adelsslægtens sidste mand.
Han er begravet i Dråby Kirke.